# 9ns Premis AVN
La cerimònia dels 9ns Premis AVN, presentada per Adult Video News (AVN), va homenatjar les pel·lícules pornogràfiques estrenades el 1991 als Estats Units i va tenir lloc el gener de 1992, a Bally's Hotel and Casino a Paradise (Nevada). L'actor Randy West va presentar l'espectacle per primera vegada, amb les actrius Angela Summers i Hyapatia Lee com a co-amfitrions.
On Trial 1: In Defense of Savannah va guanyar la majoria de premis amb cinc, però va empatar a la millor pel·lícula amb Wild Goose Chase, que va guanyar quatre premis. Fetish va ser la pel·lícula gai amb més premis, guanyant també quatre.

## Guanyadors i nominats
Els guanyadors es van anunciar durant la cerimònia de lliurament de premis el gener de 1992.

### Premis principals

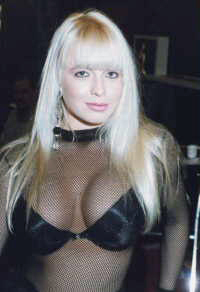
Savannah, guanyadora de la millor estrella nova

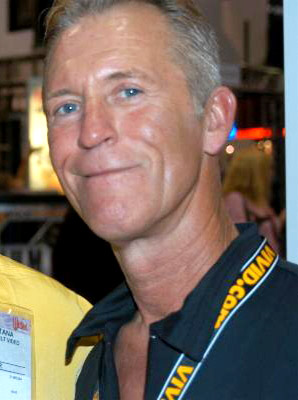
Buck Adams, Millor Actor—Guanyador pel·lícula

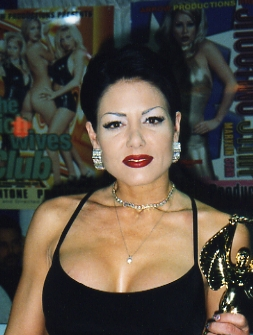
Jeanna Fine, Millor actriu—Guanyadora de pel·lícula

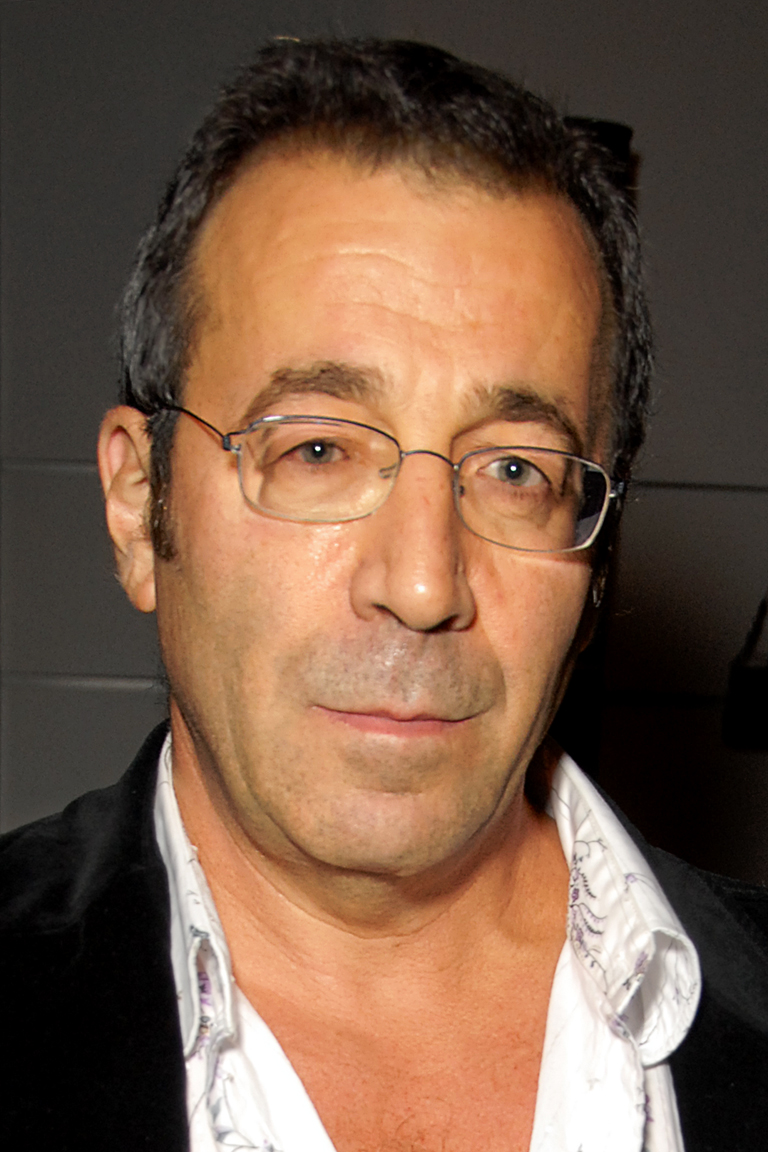
John Stagliano, Millor director—Guanyador de pel·lícula

Els guanyadors s'enumeren primer, es destaquen en negreta i s'indiquen amb una daga doble ().
| Millor pel·lícula | Millor funció de gravació en vídeo |
| --- | --- |
| - On Trial 1: In Defense of Savannah - Wild Goose Chase (tie) - Brandy and Alexander - Hothouse Rose Part 1 - Imagine - Indian Summer - Lethal Passion - New Wave Hookers 2 - Roxy - X Factor—The Next Generation        | - Curse Of The Cat Woman - An American Buttman in London - Buttman’s European Vacation - The Cockateer - Deep Inside Centerfold Girls - The Goddaughter - Hate To See You Go - Hunchback Of Notre Dame - Indiscretions - Maddams Family - Mirage - Only Game In Town? |
| Millor nova estrella | |
| - Savannah - Angela Summers | |
| Millor actor-pel·lícula | Millor actriu - pel·lícula |
| - Buck Adams, Roxy | - Jeanna Fine, Hothouse Rose Part 1 - Christy Canyon, Passages |
| Millor actor - vídeo | Millor actriu - vídeo |
| - Tom Byron, Sizzle - Joey Silvera, Indiscretions | - Ona Zee, The Starlet |
| Millor actor secundari—pel·lícula | Millor actriu secundària - pel·lícula |
| - Jon Dough, Brandy And Alexander - T. T. Boy, Lethal Passion | - Britt Morgan, On Trial 1: In Defense of Savannah |
| Millor actor secundari - vídeo | Millor actriu secundària - vídeo |
| - Mike Horner, Bite - Jon Dough, Maddams Family | - Selena Steele, Sirens |
| Millor director - pel·lícula | Millor director - vídeo |
| - John Stagliano, Wild Goose Chase - Buck Adams, Lethal Passion - Paul Thomas | - Scotty Fox, The Cockateer |
| Millor guió—vídeo | Millor interpretació tease |
| - Britt Morgan, Jace Rocker; Cheeks IV: A Backstreet Affair - Cash Markman, Tracy Lynch Britton; Americans Most Wanted - Cash Markman, The Cockateer - Cash Markman, Maddams Family - Cash Markman, Sex Trek II - Killer | - Tianna, Indian Summer - Kym Wilde, Bend Over Babes II |
| Millor cinta especial - Big Bust | Millor cinta especial - Bondage |
| - Duke of Knockers 1 | - Forbidden Fantasies |
| Cinta més venuda - 1991 | Cinta més lloguada—1991 |
| - New Wave Hookers 2 | - The Masseuse |
| Millor escena de sexe, pel·lícula | Millor escena de sexe, vídeo (parella) |
| - Buck Adams, Raven Richards, Marc Wallice, Taylor Wane; X Factor—The Next Generation 1 | - Rocco Siffredi, Silver; Buttman's European Vacation |
| Millor escena de sexe, vídeo (grup) | Millor escena de sexe all-girls, vídeo |
| - Rocco Siffredi, Silver, Zara Whites; Buttman's European Vacation | - Misty McCaine, Carrie Jones; An American Buttman In London - Tianna, K. C. Williams, Heather Lere, Missy Warner; Buttwoman |

### Guanyadors de premis addicionals
Aquests premis també es van anunciar a la presentació de premis.
- Millor Actor—Vídeo gai: Ryan Yeager, Jumper[2]
- Millor pel·lícula All-Girl : Buttwoman[4]
- Millor pel·lícula All-Sex: Buttman's European Vacation[4]
- Millor estrena alternativa d’adults: Love Scenes, Volume One[4]
- Millor cinta amateur : The Hard Drive[4]
- Millor pel·lícula anal: Dr. Butts
- Millor direcció artística—Video: Hunchback of Notre Dame
- Millor vídeo bisexual: Innocence Found
- Millor Concepte de coberta: Derrier, Coast to Coast
- Millor Concepte de coberta—Vídeo gai: Behind the Eight Ball, Vivid Video
- Millor Fotografia: John Stagliano, Wild Goose Chase[4]
- Millor cinta de compilació: Best of Buttman[4]
- Millor Director—Bisexual Video: Paul Norman, Innocence Found
- Millor Director—Vídeo gai: Jean-Daniel Cadinot, The Traveling Journeyman
- Millor Edició—Pel·lícula: On Trial 1: In Defense of Savannah
- Millor Edició, Vídeo gai: Mark Tomas, Brad Braverman; Fetish
- Millor Edició—Vídeo: Curse Of The Cat Woman
- Millor Cinta de reportatge: Scarlet Fantasy[2][4]
- Millor cinta solo gai: Men Who Work It Alone[2]
- Millor Vídeo gai: Jumper
- Millor Música: Wild Goose Chase[4]
- Millor Música, Vídeo gai: “Rude Boy”, Fetish
- Millor novingut, Vídeo gai: Danny Sommers
- Millor actuació no sexual: Carl Esser, On Trial 1: In Defense of Savannah[4]
- Millor actuació no sexual, Vídeo gai: Sharon Kane, Majestic Knights
- Millor campanya de màrqueting global' (tie): Blow Out, Infinity Video; Mr. Peepers, the series; LBO Entertainment
- Millor Embalatge—Pel·lícula: New Wave Hookers 2, VCA Platinum[4]
- Millor Embalatge—Vídeo gai: Behind the Eight Ball, Vivid Video
- Millor Embalatge—Video: Obsession, CDI Home Video[4]
- Millor Cinta Pro-Amateur: Mr. Peepers Volume 25[4]
- Millor Guió—Film: Carl Esser, On Trial 1: In Defense of Savannah[4]
- Millor Guió—Vídeo gai: Jim Steel, Prince Charming
- Millor Escena Sexual—Vídeo gai: Jason Ross, Ryan Yeager; Fetish
- Millor Actor secundari—Vídeo gai: Jason Ross, One Night Stands
- Millor Videografia: Curse of the Cat Woman[4]
- Millor Videografia, Vídeo gai: Mark Tomas, Fetish[2]

### Premis AVN honorífics

#### Saló de la Fama
Els nous membres del Saló de la Fama d'AVN per al 1992 van ser: Ron Vogel, Rick Savage, Candida Royalle, Hyapatia Lee, Porsche Lynn, Michael Morrison, Mike Horner, Samantha Fox, Herschel Savage, Chris Cassidy, Britt Morgan

### Múltiples nominacions i premis
Les dotze pel·lícules següents van rebre diversos premis:
- 5 - On Trial 1: In Defense of Savannah
- 4 - Fetish, Wild Goose Chase
- 3 - Buttman's European Vacation, Curse Of The Cat Woman
- 2 - Behind The Eight Ball, Innocence Found, Jumper, Mr. Peepers Volume 25, New Wave Hookers 2

## Ceremony information

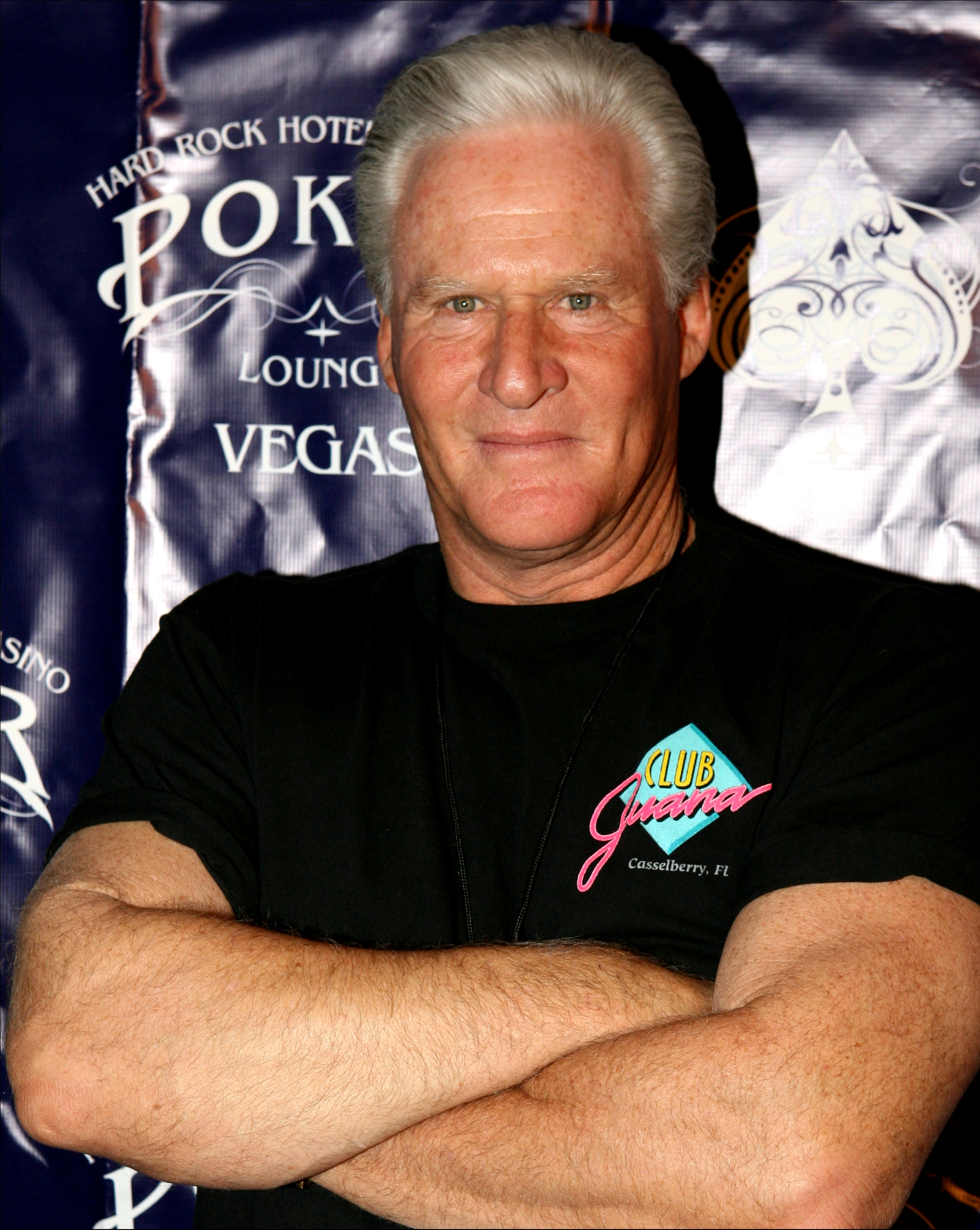
Randy Westva ser l'amfitrió dels 9è premis AVN

L’actor Randy West a presentar l'espectacle per primera vegada. La seva copresentadora de la primera meitat de l'espectacle va ser Angela Summers, mentre que Hyapatia Lee va ser co-presentadora de l'última meitat. Va ser la setena vegada que es lliuraven els premis en directe a Las Vegas i la primera vegada que es van celebrar al Grand Ballroom del Bally's Casino.
Diverses persones més van participar en la producció de la cerimònia. L'espectacle en directe va ser produït per Gary Todd, Mark Stone i Paul Fishbein. També es va publicar una cinta de vídeo VHS del programa i venuda per VCA Pictures, que va ser produïda per Anthony Devon i dirigida per Steven Austin.
New Wave Hookers 2 es va anunciar com la cinta més venuda de 1991, mentre que la millor cinta de lloguer de l'any va ser The Masseuse.

### Comentaris crítics
La revista High Society va qualificar el banquet de premis d'"increïble". Hot Videos Illustrated va dir: "Com és habitual, la desfilada de les estrelles van atreure tots els cossos calents de Las Vegas, amb l'aprovació d'un públic excitat."